# روئینگ در المپیک تابستانی ۱۹۲۰
رویینگ در بازی‌های المپیک تابستانی ۱۹۲۰ نام رویداد ورزش رویینگ در بازی‌های المپیک تابستانی بود که در سال ۱۹۲۰ برگزار شد.

## کشورهای شرکت کننده
در این مسابقات ۱۳۶ ورزشکار از ۱۴ کشور به رقابت با یک دیگر پرداختند.
- بلژیک (۲۰)
- برزیل (۵)
- کانادا (۵)
- چکسلواکی (۱۵)
- دانمارک (۱)
- فرانسه (۱۴)
- بریتانیای کبیر (۱۰)
- ایتالیا (۶)
- هلند (۱۲)
- نیوزیلند (۱)
- نروژ (۱۳)
- سوئد (۶)
- سوئیس (۱۳)
- ایالات متحده آمریکا (۱۵)

## جدول مدال‌ها
| رتبه | کشور                      | طلا | نقره | برنز | مجموع |
| ۱    | ایالات متحده آمریکا (USA) | ۳   | ۱    | ۰    | ۴     |
| ۲    | ایتالیا (ITA)             | ۱   | ۱    | ۰    | ۲     |
| ۳    | سوئیس (SUI)               | ۱   | ۰    | ۱    | ۲     |
| ۴    | بریتانیای کبیر (GBR)      | ۰   | ۲    | ۰    | ۲     |
| ۵    | فرانسه (FRA)              | ۰   | ۱    | ۱    | ۲     |
| ۶    | نروژ (NOR)                | ۰   | ۰    | ۲    | ۲     |
| ۷    | نیوزیلند (NZL)            | ۰   | ۰    | ۱    | ۱     |